# Aphanius mesopotamicus
Aphanius mesopotamicus är en fiskart som beskrevs av Brian W. Coad 2009. Aphanius mesopotamicus ingår i släktet Aphanius och familjen Cyprinodontidae. Inga underarter finns listade i Catalogue of Life.

## Bildgalleri

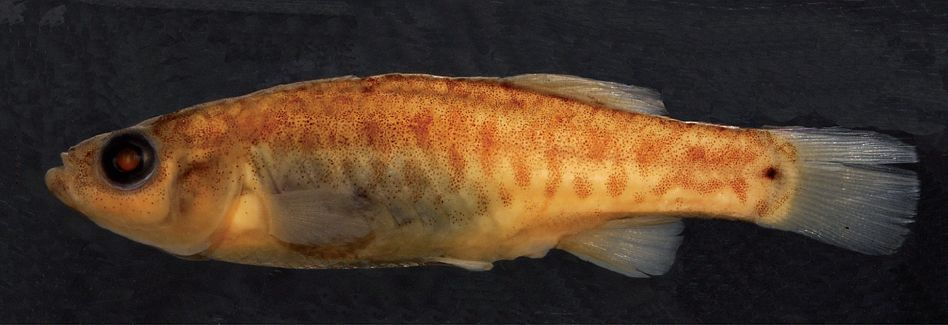